# Poggersdorf

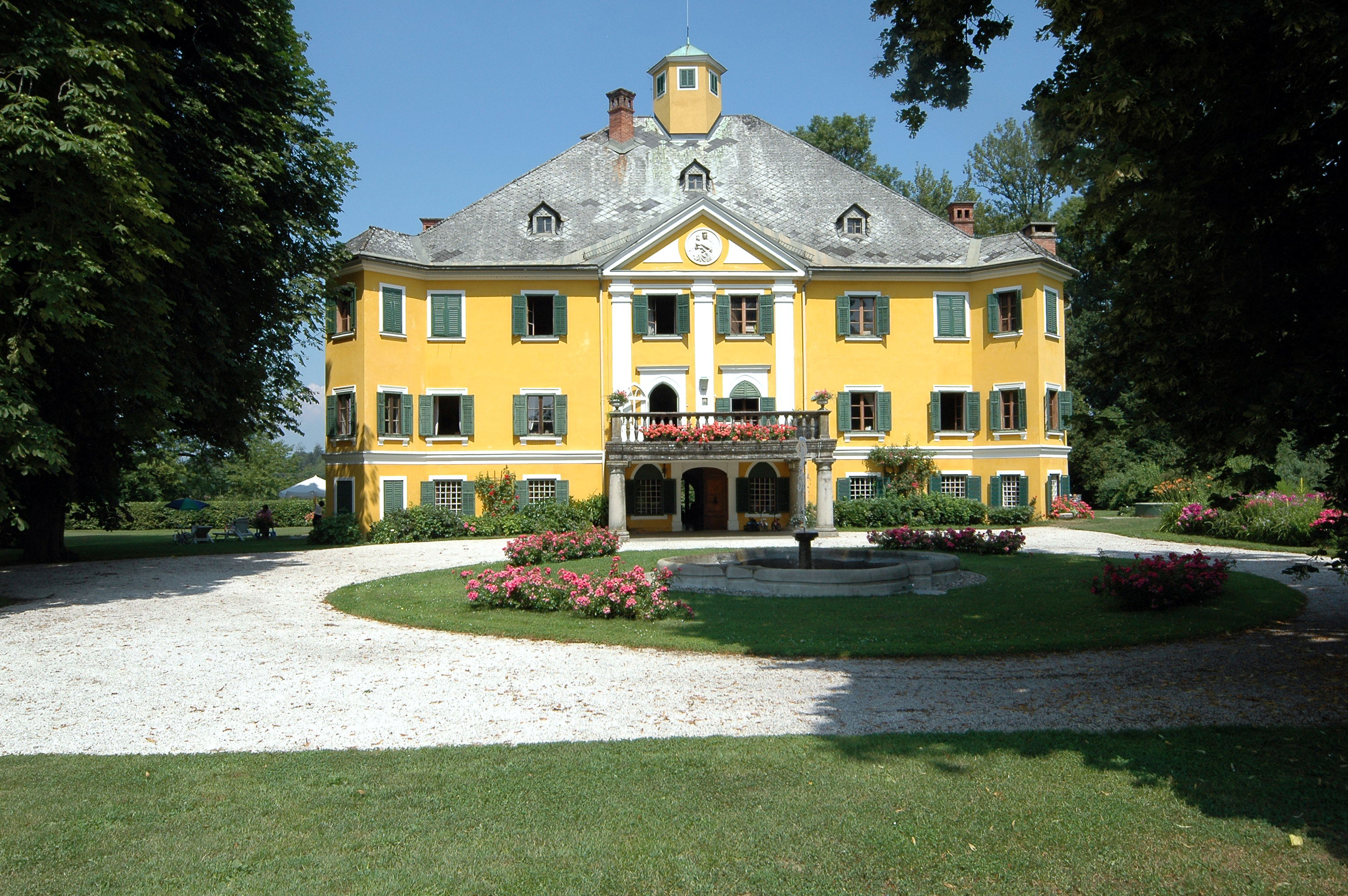
Schloss Rain

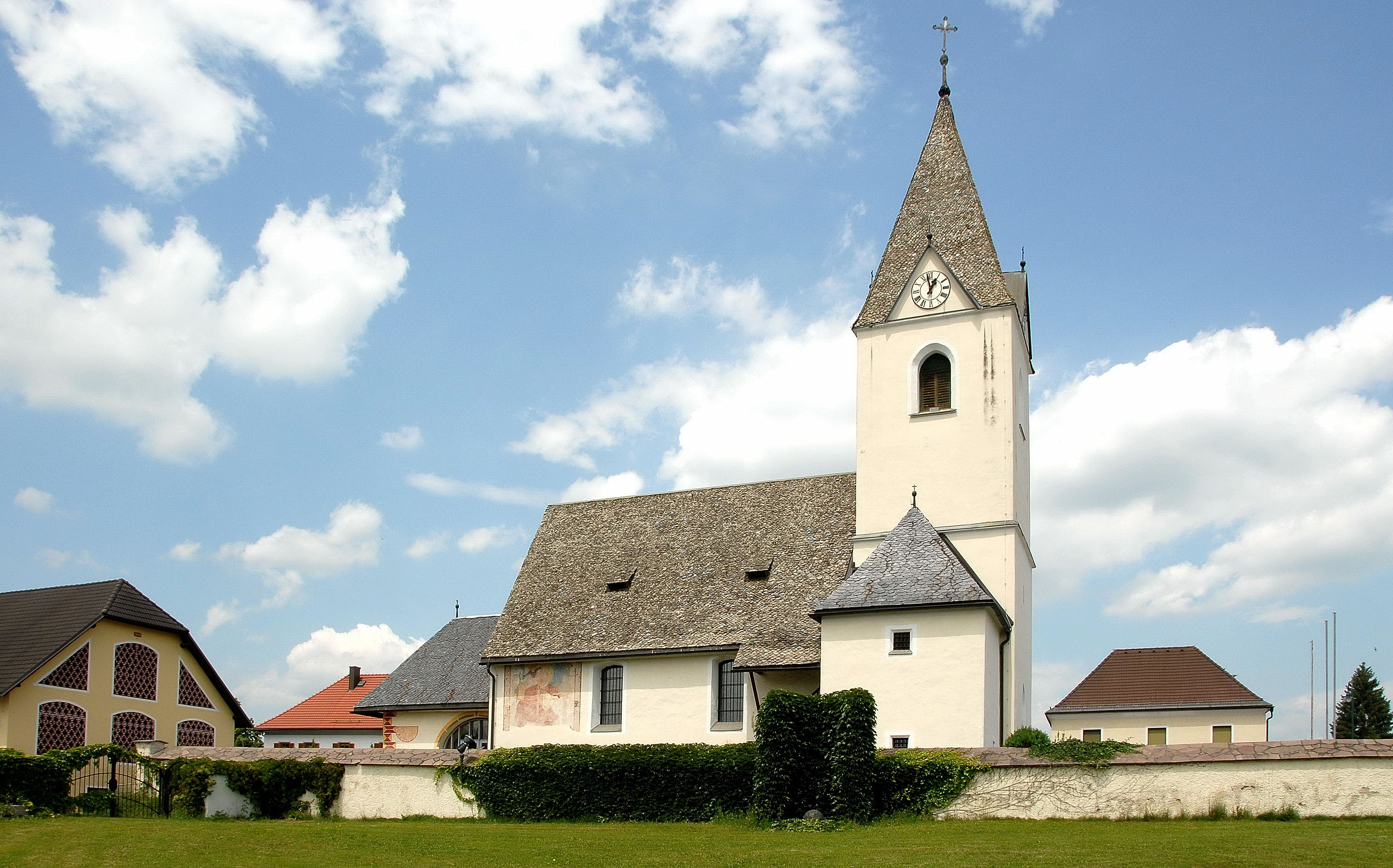
Pfarrkirche in Poggersdorf

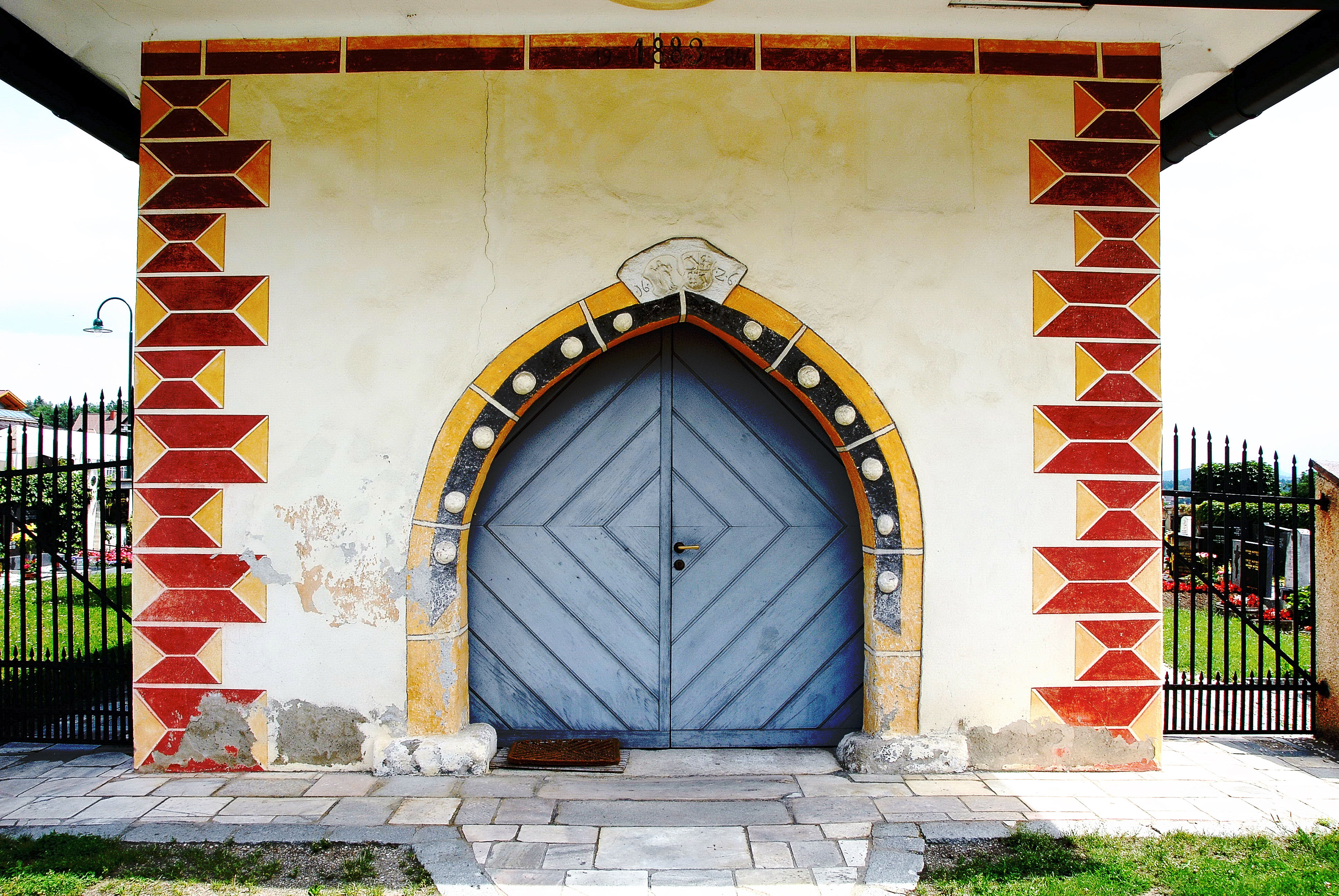
Portal der Poggersdorfer Pfarrkirche

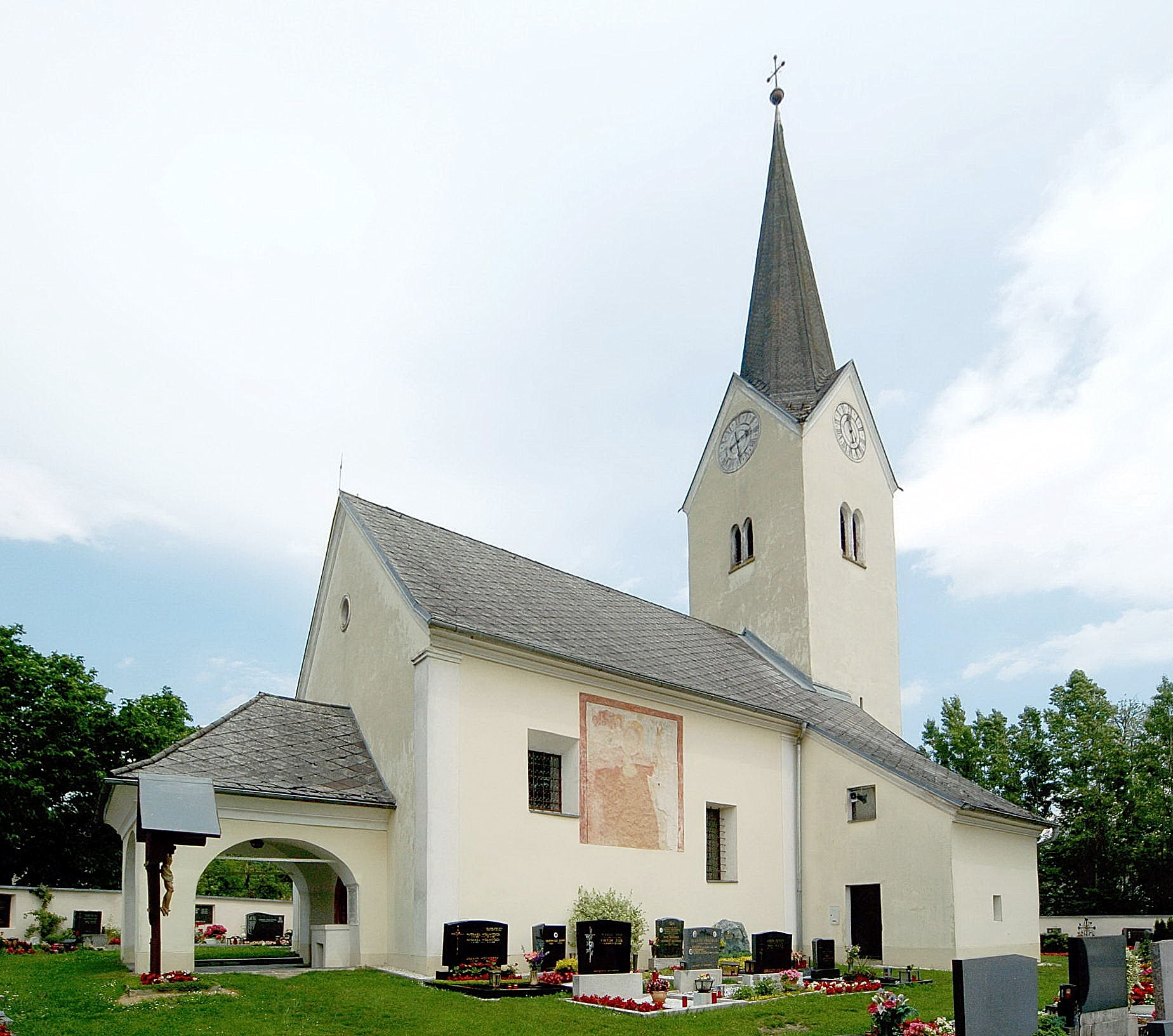
Filialkirche heiliger Martin in Leibsdorf

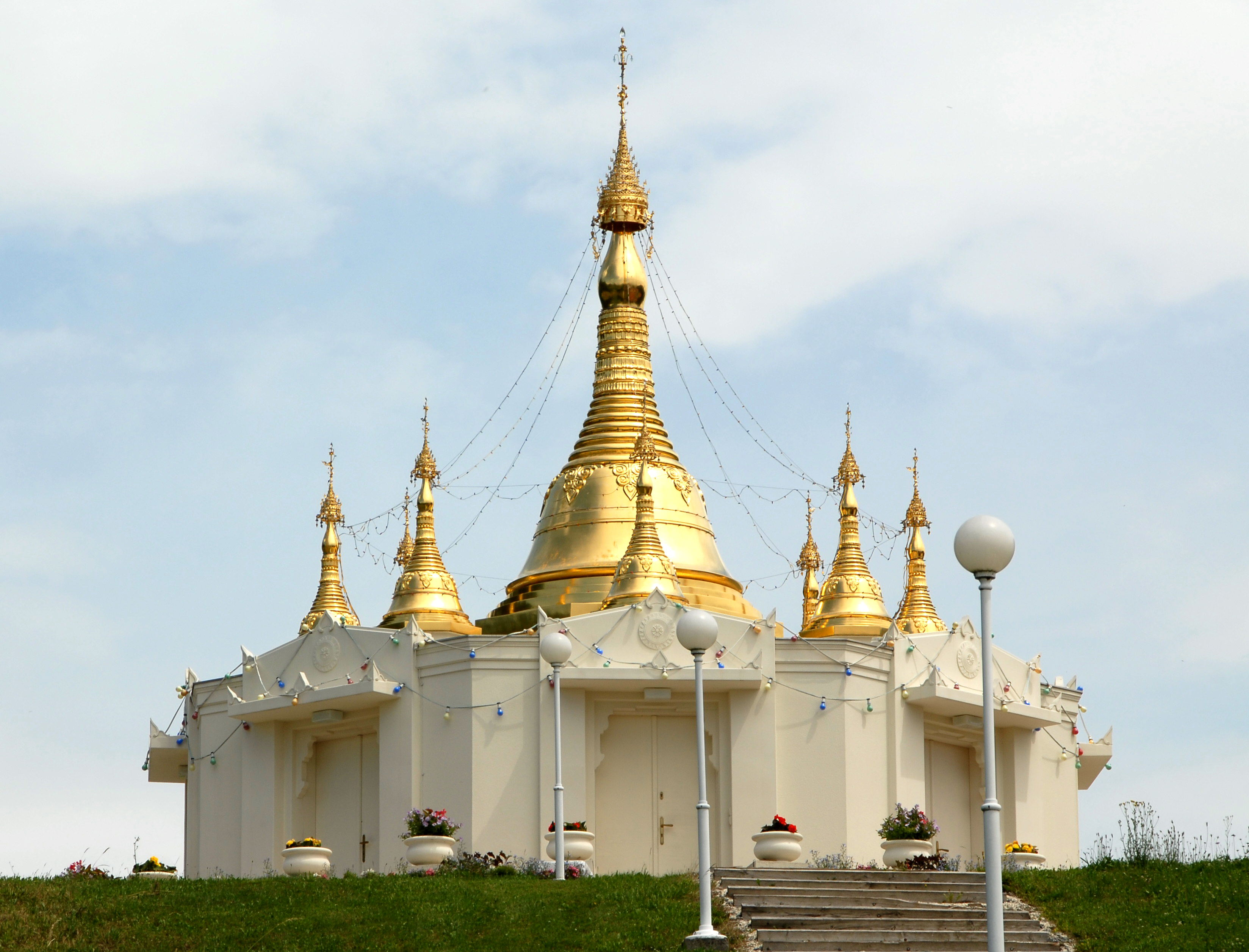
Internationales Meditationszentrum Österreich in Sankt Michael ob der Gurk

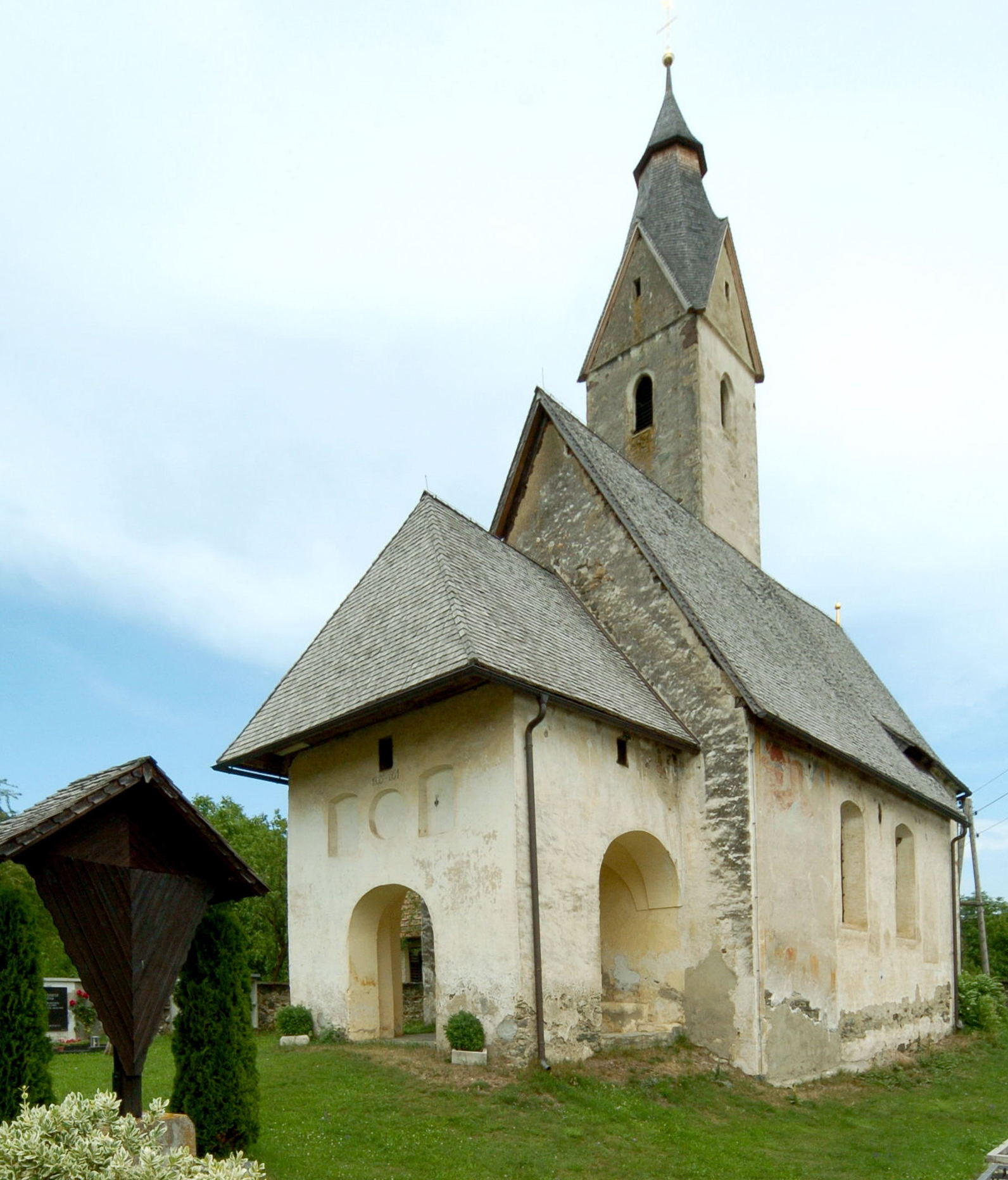
Filialkirche Heiliger Egydius in Linsenberg

Poggersdorf (slow. Pokrče) ist eine Marktgemeinde mit 3303 Einwohnern (Stand 1. Jänner 2024) im Bezirk Klagenfurt-Land in Österreich, im Bundesland Kärnten.

## Geographie
Poggersdorf liegt am östlichen Rand des Klagenfurter Feldes bzw. der Klagenfurter Ebene, dem namensgebenden Zentralraum des Klagenfurter Beckens, etwa 10 Kilometer östlich von Klagenfurt. Im Norden und Westen wird das Gemeindegebiet größtenteils durch die Gurk, im Süden zwischen Gurker Brücke und Greuth durch die Packer Straße begrenzt.
Die Gemeinde hat eine Fläche von 30,74 Quadratkilometer. Davon sind 54 Prozent landwirtschaftliche Nutzfläche, 4 Prozent sind Gärten und ein Drittel ist bewaldet.

### Gemeindegliederung
Die Gemeinde ist in die vier Katastralgemeinden Leibsdorf (Ličja vas), Linsenberg (Lečja gora), Pubersdorf (Pobreže) und St. Michael ob der Gurk (Slovenji Šmihel) gegliedert. Das Gemeindegebiet umfasst folgende 24 Ortschaften (mit slowenischer Entsprechung und in Klammern Einwohnerzahl Stand 1. Jänner 2024):
- Ameisbichl / Svamene Gorice (11)
- Annamischl / Mišlje (16)
- Eibelhof / Ovčjak (0)
- Eiersdorf / Virnja vas (101)
- Erlach / Olše (49)
- Goritschach / Goriče (16)
- Haidach / Vresje (21)
- Kreuth / Rute (18)
- Kreuzergegend-Ost / Pri Krajcarju (40)
- Kreuzergegend-West / Pri Krajcarju (58)
- Krobathen / Hrovače (11)
- Lanzendorf / Vanca vas (144)
- Leibsdorf / Ličja vas (708)
- Linsenberg / Lečja Gora (35)
- Pischeldorf / Škofji Dvor (18)
- Poggersdorf / Pokrče (890)
- Pubersdorf / Pobreže (557)
- Rain / Breg (108)
- Raunachmoos / Blato (10)
- St. Johann / Čajnža vas (57)
- St. Michael ob der Gurk / Slovenji Šmihel (73)
- Ströglach / Stregle (47)
- Wabelsdorf / Vabnja vas (306)
- Wirtschach / Zvirče (9)

### Nachbargemeinden
| Magdalensberg            | Brückl (SV)                                 |                  |
| Klagenfurt am Wörthersee | Kompassrose, die auf Nachbargemeinden zeigt | Völkermarkt (VK) |
|                          | Grafenstein                                 |                  |

## Geschichte
Das östliche Klagenfurter Feld war im Lauf der Jahrhunderte herrschafts- und machtpolitisch stark durchmischt. Im Früh- und Hochmittelalter bildeten die ursprünglich karantanischen Edlinger hier eine einflussreiche, rechtlich privilegierte Schicht zwischen dem Adel und dem Bauernstand mit eigenem Gerichtswesen, so etwa die spätere Herrschaft Eibelhof oder Wutschein, aus denen teilweise Katastralgemeinden hervorgingen.
Das Gemeindegebiet gehörte bei der Bildung von Ortsgemeinden in Kärnten 1850 zum Landgericht Maria Saal. In diesem Jahr konstituierte sich die Gemeinde Windisch St. Michael, die ihren Namen 1896 in Poggersdorf änderte. Bei der Gemeindestrukturreform 1973 wurde ein Teil von Hörtendorf nach Poggersdorf eingemeindet.
2013 wurde Poggersdorf zur Marktgemeinde erhoben.

### Bevölkerungsentwicklung
Laut Volkszählung 2001 hat Poggersdorf 2.850 Einwohner, davon besitzen 97,8 % die österreichische Staatsbürgerschaft. 87,5 % der Bevölkerung bekennen sich zur römisch-katholischen und 2,9 % zur evangelischen Kirche, 0,7 % sind islamischen Glaubens. 6,2 % sind ohne religiöses Bekenntnis. In Leibsdorf befindet sich ein Königreichssaal der Zeugen Jehovas. Als Umgangssprache gaben 97,1 % Deutsch, 1,2 % Slowenisch und 0,6 % Kroatisch an.
| Poggersdorf: Einwohnerzahlen von 1869 bis 2024      | Poggersdorf: Einwohnerzahlen von 1869 bis 2024 | Poggersdorf: Einwohnerzahlen von 1869 bis 2024 | Poggersdorf: Einwohnerzahlen von 1869 bis 2024 | Poggersdorf: Einwohnerzahlen von 1869 bis 2024 |
| --------------------------------------------------- | ---------------------------------------------- | ---------------------------------------------- | ---------------------------------------------- | ---------------------------------------------- |
| Jahr                                                |                                                |                                                |                                                | Einwohner                                      |
| 1869                                                | 1869                                           |                                                | 1.632                                          | 1.632                                          |
| 1880                                                | 1880                                           |                                                | 1.601                                          | 1.601                                          |
| 1890                                                | 1890                                           |                                                | 1.552                                          | 1.552                                          |
| 1900                                                | 1900                                           |                                                | 1.535                                          | 1.535                                          |
| 1910                                                | 1910                                           |                                                | 1.467                                          | 1.467                                          |
| 1923                                                | 1923                                           |                                                | 1.365                                          | 1.365                                          |
| 1934                                                | 1934                                           |                                                | 1.457                                          | 1.457                                          |
| 1939                                                | 1939                                           |                                                | 1.383                                          | 1.383                                          |
| 1951                                                | 1951                                           |                                                | 1.601                                          | 1.601                                          |
| 1961                                                | 1961                                           |                                                | 1.603                                          | 1.603                                          |
| 1971                                                | 1971                                           |                                                | 1.933                                          | 1.933                                          |
| 1981                                                | 1981                                           |                                                | 2.286                                          | 2.286                                          |
| 1991                                                | 1991                                           |                                                | 2.623                                          | 2.623                                          |
| 2001                                                | 2001                                           |                                                | 2.850                                          | 2.850                                          |
| 2011                                                | 2011                                           |                                                | 3.082                                          | 3.082                                          |
| 2021                                                | 2021                                           |                                                | 3.255                                          | 3.255                                          |
| 2024                                                | 2024                                           |                                                | 3.303                                          | 3.303                                          |
| Quelle(n): Statistik Austria, Gebietsstand 1.1.2021 |                                                |                                                |                                                |                                                |

### Religion und Sprache
Die Pfarrkirche von Poggersdorf sowie die Filialkirchen von Wutschein, Wabelsdorf und Eiersdorf werden zweisprachig (deutsch-slowenisch) geführt.
Das Gemeindegebiet von Poggersdorf zählt historisch zum slowenischen Dialektbereich des Klagenfurter Feldes, das ein Übergangsdialekt zwischen den slowenischen Dialekten des Jauntals und des Rosentals ist. Als besondere Variante des slowenischen Rosentaler Dialekts hat ihn bereits Johann Scheinigg 1882 identifiziert, was in der dialektologischen Studie von Katja Sturm-Schnabl aufgrund von Feldforschungen bestätigt werden konnte. Scheinigg unterteilt in seinem Werk Die Assimilation im Rosenthaler Dialekt den slowenischen Rosentaler Dialekt in drei geographische Gebiete: Das Untere Rosental, das Obere Rosental sowie die Klagenfurter Ebene. Zum letztgenannten Gebiet meint er: Die „dritte Unter-Mundart herrscht in der Ebene um Klagenfurt (kl.), sie hat mit der ersten die Aussprache des e und o gemein, unterscheidet sich aber von den beiden vorhergehenden durch die häufige Zurückziehung des Accentes, wo ihn jene auf den Endsilben haben; dies gilt namentlich vom Neutrum der Substantive und Adjktive.“.

## Kultur und Sehenswürdigkeiten
- Schloss Rain

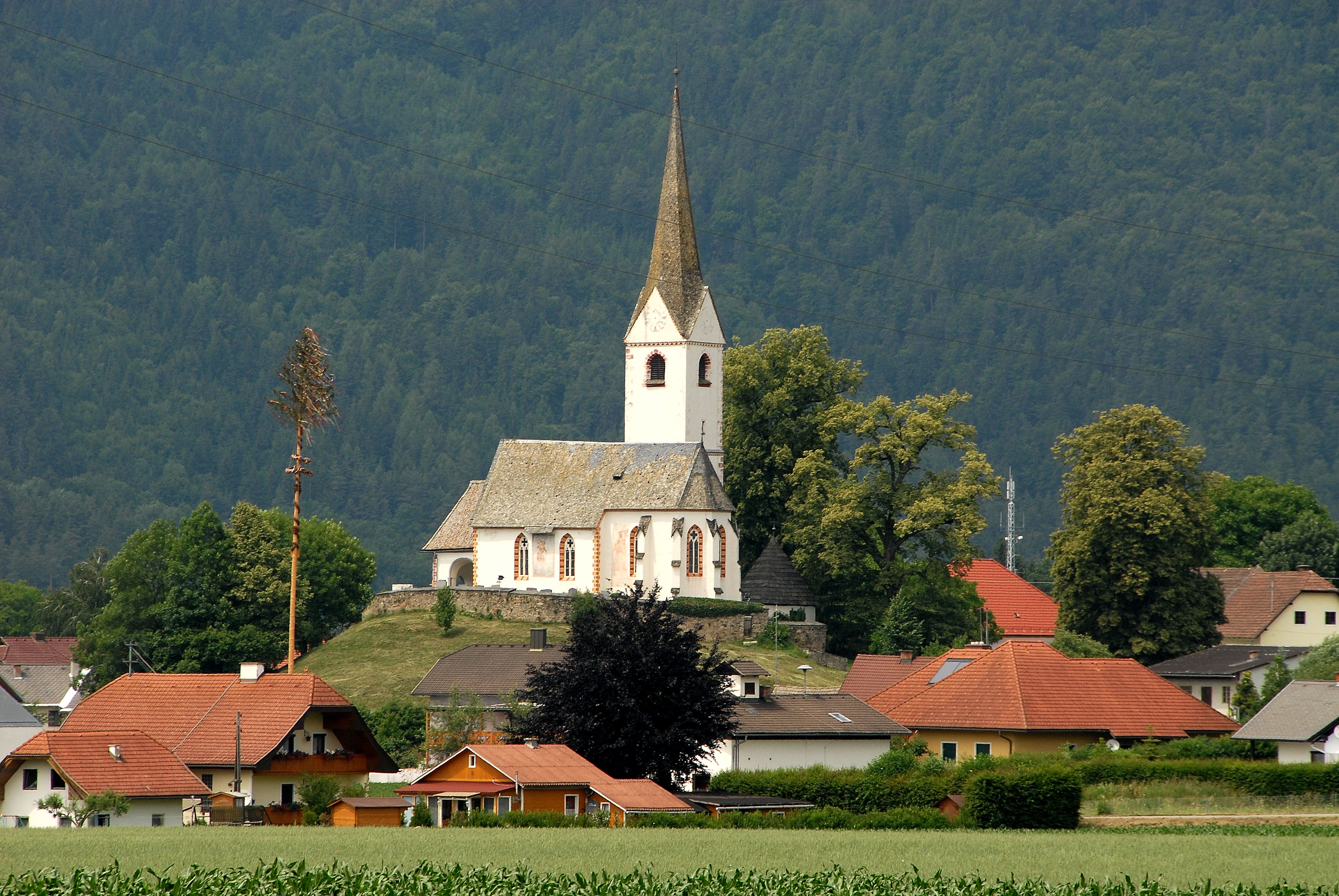
Pfarrkirche St. Michael ob der Gurk

- Katholische Pfarrkirche St. Michael ob der Gurk
- Katholische Pfarrkirche Poggersdorf (zweisprachig)
  - Zur Pfarre Poggerdorf zählt auch die einst beliebte slowenische heute zweisprachige Wallfahrtskirche Maria-im-Walde-Kirche (Dolina) in der Gemeinde Grafenstein (Kärnten)[8][9]
- Filialkirche Wutschein (zweisprachig)
- Filialkirche Wabelsdorf (zweisprachig)
- Filialkirche Eiersdorf (zweisprachig)
- Filialkirche Linsenberg
- Filialkirche Leibsdorf
- Gurk-Kraftwerk Rain (neo-klassizistisch)
- Internationales Meditationszentrum Österreich Sankt Michael ob der Gurk

### Bäuerliche Architektur

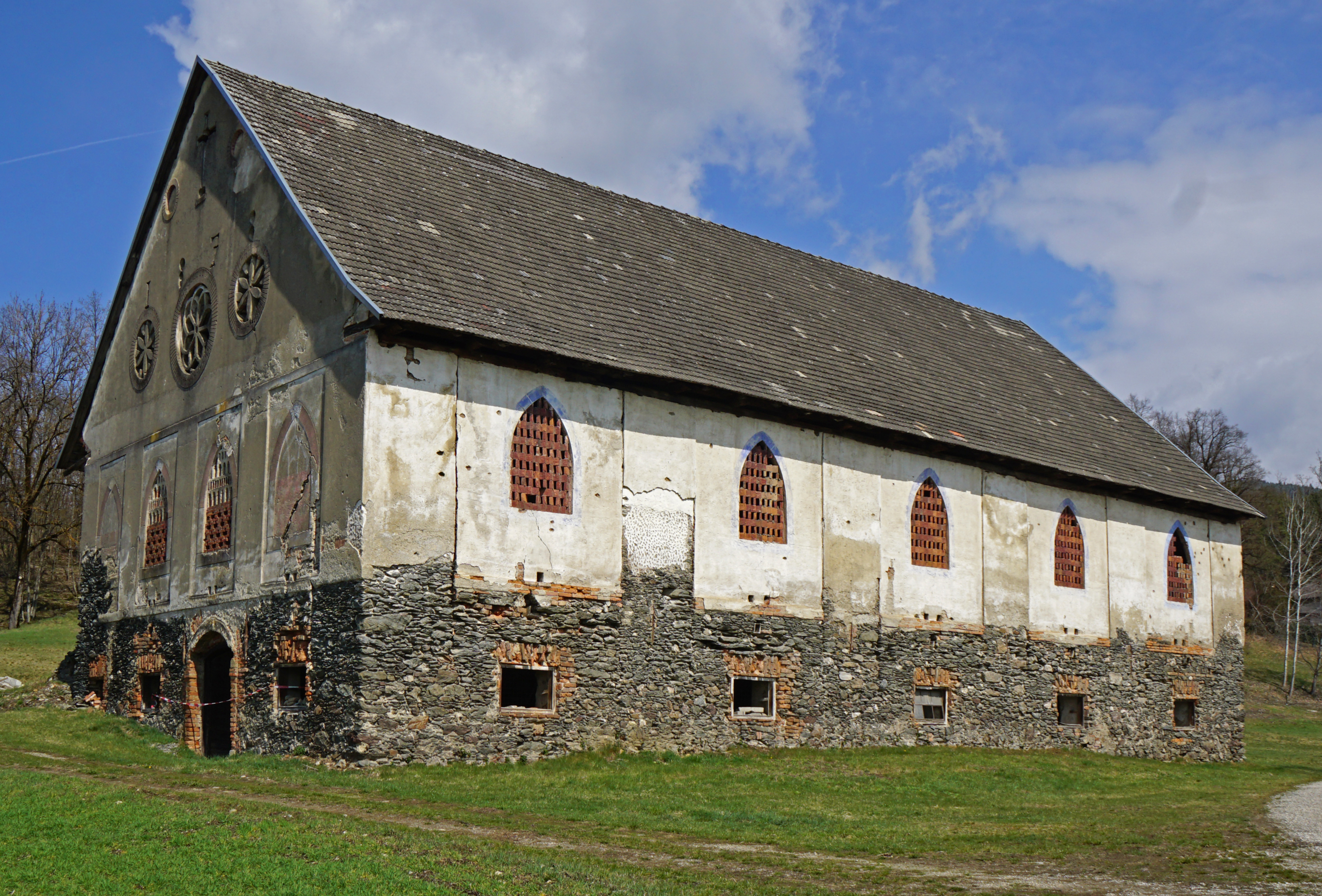
Kreuzerhof, Südwest-Ansicht

Der Charakter des in diesem Gebiet typischen Wohnhauses ist einerseits das eingeschoßige Vollwalmhaus und andererseits das zweigeschoßige „Stöckl“. Wohnhäuser und Wirtschaftsgebäude sind gemauert, zum Großteil aus dem späten 18. und 19. Jahrhundert, Stallscheunen sind Pfeiler- oder Ziegelgitterstadel. Bemerkenswert ist der in Privatbesitz befindliche Kreuzerhof, Kreuzergegend Nummer 1, bezeichnet 1878. Außerdem ist der Getreidespeicher, Blockspeicher vulgo Hounig in Oberlinsenberg Nummer 2, hervorzuheben, vermutlich aus dem 18. Jahrhundert.

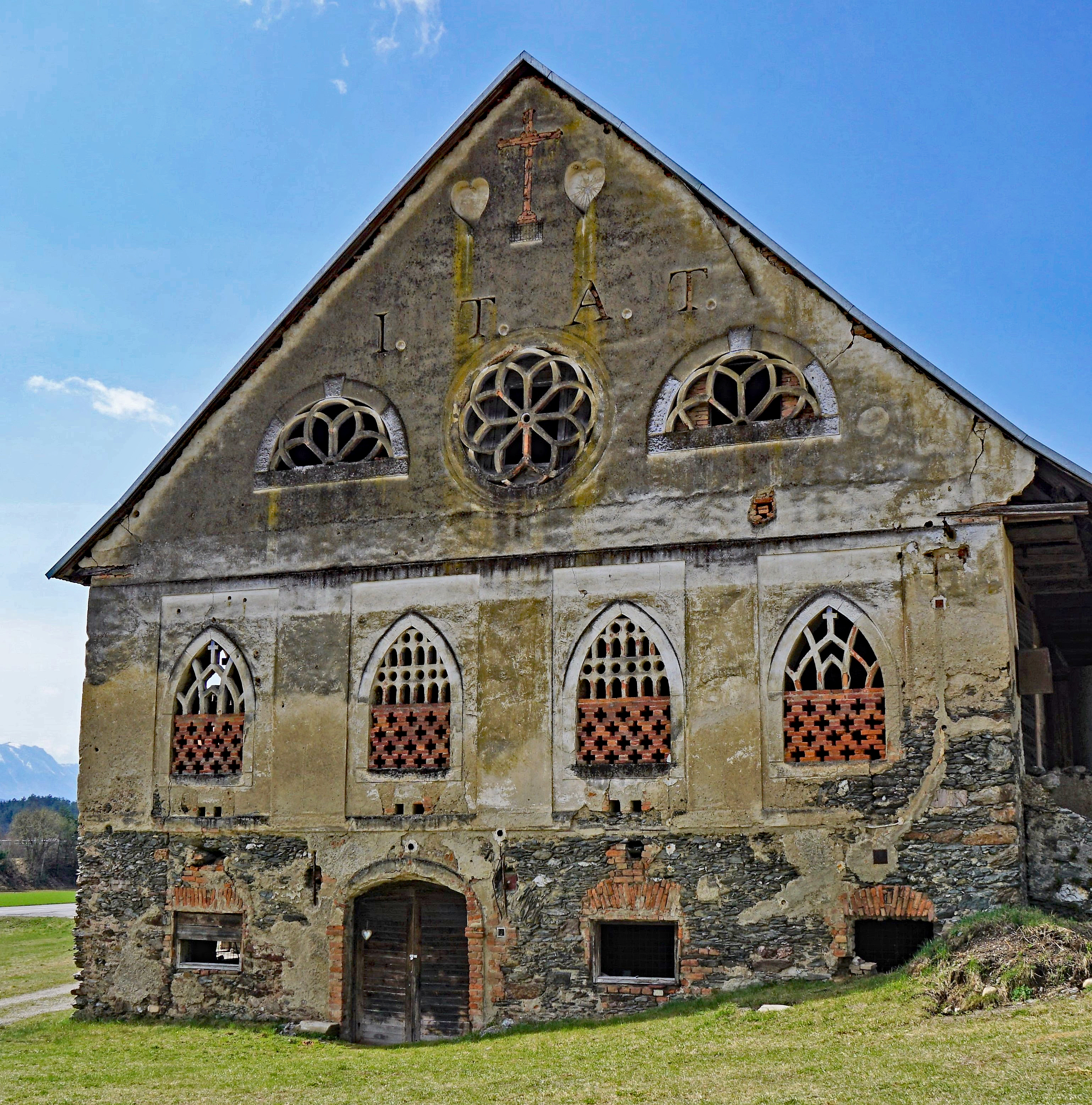
Kreuzerhof, Ostfassade
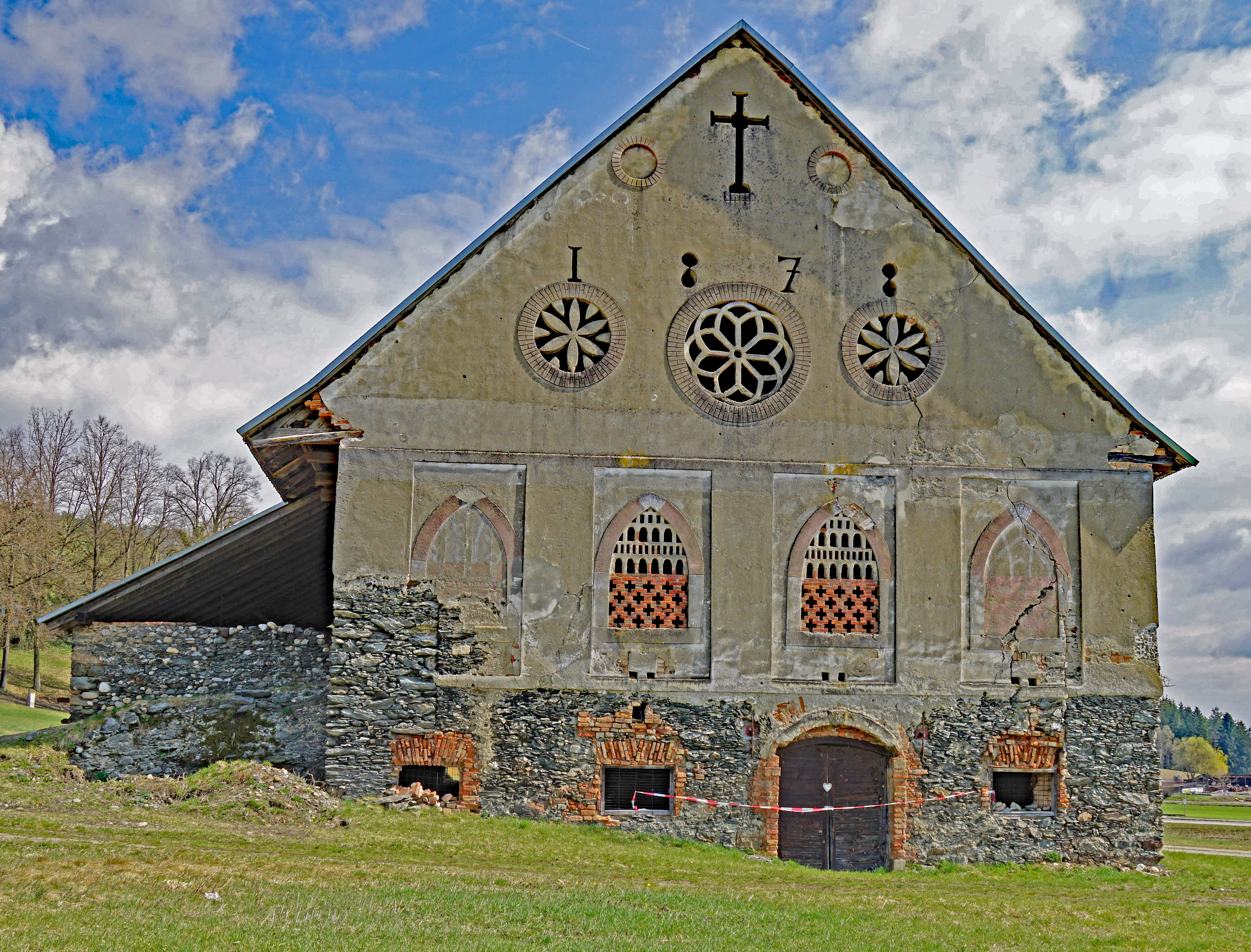
Kreuzerhof, Westfassade
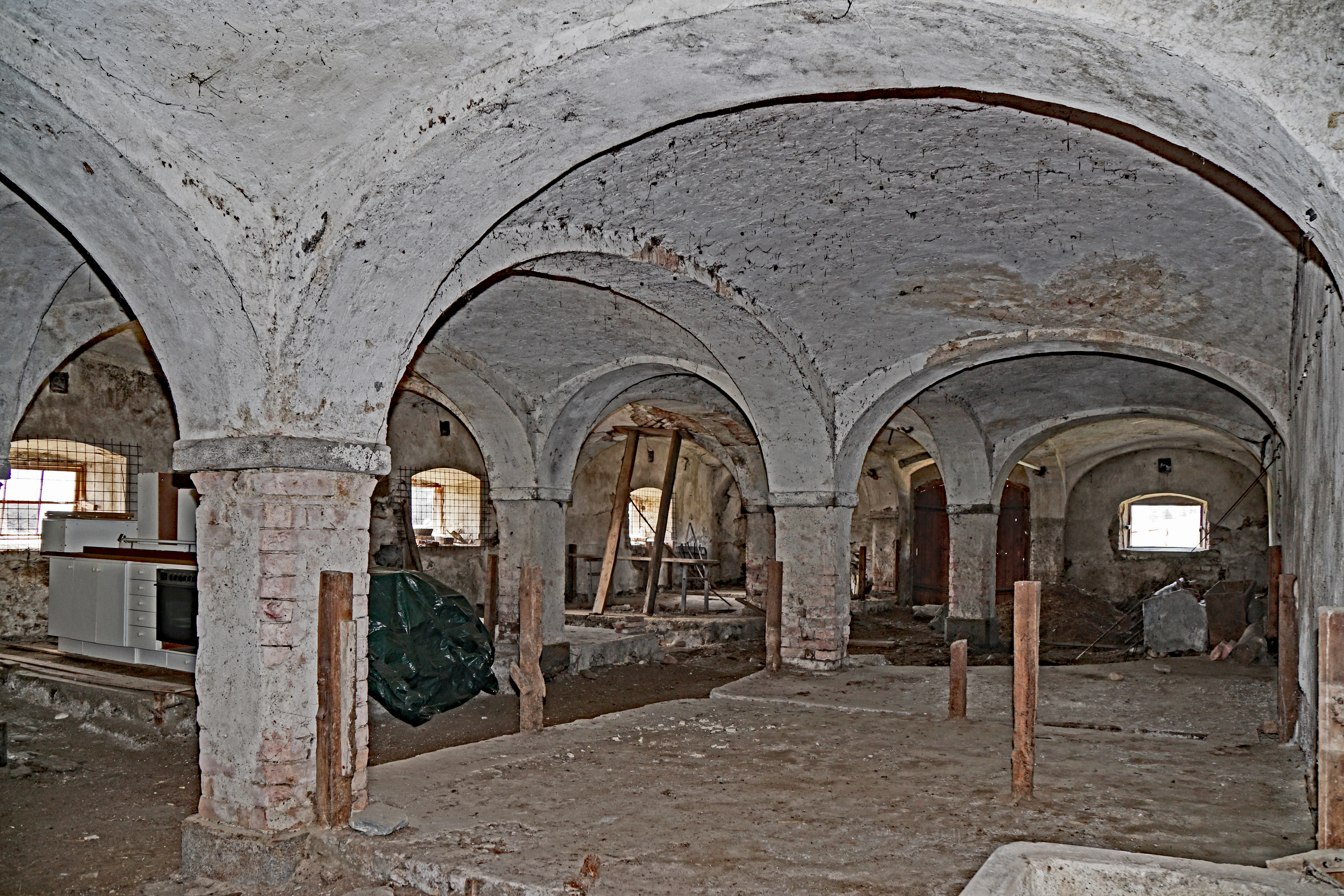
Kreuzerhof, Innenansicht

## Wirtschaft und Infrastruktur
Das Gemeindegebiet war über Jahrhunderte von der Landwirtschaft geprägt. Im Jahr 2010 gab es 83 Land- und forstwirtschaftliche Betriebe, wovon 47 im Nebenerwerb geführt wurden. In den letzten Jahrzehnten hat sich Poggersdorf aufgrund seiner Nähe zur Landeshauptstadt zu einer Wohn- und Auspendlergemeinde entwickelt. Von den 1569 Erwerbstätigen, die 2011 in Poggersdorf wohnten, arbeiteten 245 in der Gemeinde, 1324 pendelten aus. Aus der Umgebung kamen 607 Personen zur Arbeit nach Poggersdorf.

### Bildung
In der Marktgemeinde gibt es einen Pfarrkindergarten und zwei Volksschulen, eine in Poggersdorf und eine in Wabelsdorf.

### Medizinische Versorgung
Die Marktgemeinde Poggersdorf verfügt ab dem Frühjahr 2019 über eine Filialapotheke der Kornblumen Apotheke, die Rittersporn Apotheke sowie einen allgemeinmedizinische Kassenarzt.

### Heizwerk
Seit dem Jahr 2010 liefert ein Biomasseheizwerk Wärme für Kindergarten, Volksschule Poggersdorf, Bauhof und die Wohnhäuser der Neuen Heimat und der Vorstädtischen Kleinsiedlung.

### Verkehr
- Straßen: Am Südrand der Gemeinde verläuft die Süd Autobahn A 2, im Norden die Görtschitztal Straße B 92.
- Eisenbahn: Der näheste Bahnhof ist fünf Kilometer südlich in Grafenstein.[16]

### Gemeinderat
| Der Gemeinderat von Poggersdorf hat 23 Mitglieder (seit 2015, davor 19). \| Jahr \| SPÖ \| ÖVP \| FPÖ \| BZÖ \| VP \| LH[A 1] \| Sonstige \| Link \| \| ------------------------------------- \| --- \| --- \| --- \| --- \| -- \| ------- \| -------- \| ---- \| \| Gemeinderatswahl 1985 \| 9 \| 4 \| - \| - \| - \| - \| 6 \| [17] \| \| Gemeinderatswahl 1991 \| 9 \| 6 \| 4 \| - \| - \| - \| - \| [17] \| \| Gemeinderatswahl 1997 \| 8 \| 5 \| 3 \| - \| - \| 3 \| - \| [18] \| \| Gemeinderatswahl 2003 \| 13 \| 4 \| 2 \| - \| - \| - \| - \| [19] \| \| Gemeinderatswahl 2009 \| 12 \| 4 \| - \| 3 \| - \| - \| - \| [20] \| \| Gemeinderatswahl 2015 \| 15 \| - \| - \| - \| 8 \| - \| - \| [21] \| \| Gemeinderatswahl 2021 \| 14 \| - \| - \| - \| 9 \| - \| - \| [22] \| \| Anmerkungen: 1. ↑ LH ... Liste Hafner \| \| \| \| \| \| \| \| \| | Hier fehlt eine Grafik, die leider im Moment aus technischen Gründen nicht angezeigt werden kann. Wir arbeiten daran! |     |     |     |    |    |          |        |
| Jahr | SPÖ | ÖVP | FPÖ | BZÖ | VP | LH | Sonstige | Link   |
| Gemeinderatswahl 1985 | 9 | 4   | -   | -   | -  | -  | 6        | [ 17 ] |
| Gemeinderatswahl 1991 | 9 | 6   | 4   | -   | -  | -  | -        | [ 17 ] |
| Gemeinderatswahl 1997 | 8 | 5   | 3   | -   | -  | 3  | -        | [ 18 ] |
| Gemeinderatswahl 2003 | 13 | 4   | 2   | -   | -  | -  | -        | [ 19 ] |
| Gemeinderatswahl 2009 | 12 | 4   | -   | 3   | -  | -  | -        | [ 20 ] |
| Gemeinderatswahl 2015 | 15 | -   | -   | -   | 8  | -  | -        | [ 21 ] |
| Gemeinderatswahl 2021 | 14 | -   | -   | -   | 9  | -  | -        | [ 22 ] |
| Anmerkungen: 1. | |     |     |     |    |    |          |        |

### Bürgermeister
Direkt gewählter Bürgermeister ist Arnold Marbek (SPÖ).

### Wappen
Im Wappen von Poggersdorf weist der grüne Schildgrund auf den landwirtschaftlichen Charakter der Gemeinde, die gestürzte schwarze Spitze auf die Montanindustrie (Notburgahütte) und den einstigen Abbau von Torf im Raunachmoos hin. Der in der schwarzen Spitze abgebildete Pfeilerbildstock ist für das Gemeindegebiet typisch, Bildstöcke dieser Bauart finden sich in Wabelsdorf, Eiersdorf, am Linsenberg und im Raunachmoos. Lanze und Schäferspitze symbolisieren die Wehrfähigkeit und das bäuerliche Erwerbsleben der karantanisch-slowenischen Edlinger, die in der Region lange Zeit eine bedeutende Rolle spielten. Die Zange schließlich steht für die Eisenproduktion in der Notburgahütte.
Wappen und Fahne wurden der Gemeinde Poggersdorf am 13. Februar 1996 verliehen. Die Fahne ist Grün-Gelb mit eingearbeitetem Wappen.